# Binelde Hyrcan
 (février 2022).
La mise en forme du texte ne suit pas les recommandations de Wikipédia : il faut le « wikifier ».
Les points d'amélioration suivants sont les cas les plus fréquents. Le détail des points à revoir est peut-être précisé sur la page de discussion.
- Les titres sont pré-formatés par le logiciel. Ils ne sont ni en capitales, ni en gras.
- Le texte ne doit pas être écrit en capitales (les noms de famille non plus), ni en gras, ni en italique, ni en « petit »…
- Le gras n'est utilisé que pour surligner le titre de l'article dans l'introduction, une seule fois.
- L'italique est rarement utilisé : mots en langue étrangère, titres d'œuvres, noms de bateaux, etc.
- Les citations ne sont pas en italique mais en corps de texte normal. Elles sont entourées par des guillemets français : « et ».
- Les listes à puces sont à éviter, des paragraphes rédigés étant largement préférés. Les tableaux sont à réserver à la présentation de données structurées (résultats, etc.).
- Les appels de note de bas de page (petits chiffres en exposant, introduits par l'outil «  Source ») sont à placer entre la fin de phrase et le point final[comme ça].
- Les liens internes (vers d'autres articles de Wikipédia) sont à choisir avec parcimonie. Créez des liens vers des articles approfondissant le sujet. Les termes génériques sans rapport avec le sujet sont à éviter, ainsi que les répétitions de liens vers un même terme.
- Les liens externes sont à placer uniquement dans une section « Liens externes », à la fin de l'article. Ces liens sont à choisir avec parcimonie suivant les règles définies. Si un lien sert de source à l'article, son insertion dans le texte est à faire par les notes de bas de page.
- La présentation des références doit suivre les conventions bibliographiques. Il est recommandé d'utiliser les modèles {{Ouvrage}}, {{Chapitre}}, {{Article}}, {{Lien web}} et/ou {{Bibliographie}}. Le mode d'édition visuel peut mettre en forme automatiquement les références.
- Insérer une infobox (cadre d'informations à droite) n'est pas obligatoire pour parachever la mise en page.

Pour une aide détaillée, merci de consulter Aide:Wikification.
Si vous pensez que ces points ont été résolus, vous pouvez retirer ce bandeau et améliorer la mise en forme d'un autre article.
Binelde Hyrcan est un artiste plasticien angolais, née à Luanda en 1982. Il vit et travaille entre Luanda et Nice. 

## Biographie
En 1998, âgé de 16 ans Binelde Hyrcan quitte l'Angola pour vivre à Nice (France) avec son frère. Après son baccalauréat, Il rejoint l'École préparatoire d'Arts plastiques de Nice, la Villa Thiole, où il passe une année à se préparer au concours pour les grandes écoles d'arts de France.
En 2008, l'artiste angolais réussit le concours d'entrée à l'École Supérieure des Beaux-Arts de Monaco où il obtient son diplôme en 2010. Il poursuit jusqu'au doctorat en scénographie. 
En 2015 il est invité à représenter l'Angola à la Biennale de Venise où il présente son travail de vidéo Cambeck. La vidéo montre des enfants qui sont dans une voiture, mais une voiture non visible, suggérée par le dialogue des comédiens, par leur gestuelle et par quelques éléments scéniques : une tong par exemple qui devient un volant. Les quatre comédiens sont assis dans des trous creusés sur la plage, reconstituant les sièges dans une voiture,.  

## Expositions
- 2021
  - Enterrar los pies en el paisaje - Museo Cabañas | Guadalajara, México[5]
  - Werterauschen - Schloss Biesdorf | Berlin, Allemagne[6]
  - Liste Art Fair Basel - Art Basel | Suisse[7]
- 2020
  - China Afrique - CentrePompidou | Paris, France[8]
- 2019
  - CROSSING NIGHT - REGIONAL IDENTITIES x GLOBAL CONTEXT, MOCAD | Detroit, États-Unis[9]
  - The Video Gud - Gävle | Sweden
  - Incarnations -The Sindika Dokolo Collection - BOZAR | Brussels, Belgique
  - Africana Art Foundation - Geneva | Switzerland, and NY, États-Unis
  - SOLO by Rose Palhares - Binelde Hyrcan - Luanda, Angola
- 2018
  - Athens Biennial | Athens, Greece
  - MANY & BEAUTIFUL THINGS - Newlyn Art Gallery | Penzance, Royaume-Uni
  - ENFANCE - Palais de Tokyo | Paris, France[10]
  - EX AFRICA - Rio de Janeiro - Brazilia - SP | Belo Horizonte, Brésil[11]
  - AILLEURS EST CE REVE PROCHE - Villa du Parc | Annemasse, France
  - LEBAL - Paris, France
  - GAUDIOPOLIS - Leipzig - Allemagne
  - VOYAGE - Neudorflfl, Autriche
  - Cambeck, Cinéma Club | New York, États-Unis
  - Cambeck, I’m being there, seeing, encounter - The Galaxy Museum of Contemporary Art | Chongqing, Chine[12]
  - Cambeck, The Newlyn Art Gallery | Penzance, Royaume-Uni
  - Cambeck, Happy End, SVIT Gallery | Prague, Czech Republic
- 2017
  - SPACE 38 CC - Deln - Pays-Bas
  - SOUTH SOUTH - Goodman Gallery - Afrique du Sud
  - TWEETKAT | Utrecht, Pays-Bas
  - Markte & Meschen/ Markets & Men - Suisse
  - HOW TO LIVE TOGETHER - Kunsthalle | Vienna, Autriche[13]
  - PORI ART MUSEUM | Pori, Finland
  - OFF BIENNALE | Budapest, Hungary
  - NEW WORK - Balcony Gallery | Lisbon, Portugal
  - I TRAVELLED THE WORLD AND THE SEVEN SEAS | Antwerp, Belgique
- 2016
  - SURPRISE - NETWORK vzw | Aalst, Belgique
  - AFRICAN STUDIES GALLERY | Tel Aviv, Israël
  - INGA GALLERY | Tel Aviv, Israël
  - Zeitz MOCAA | CapeTown, Afrique du Sud
  - Dopo Frutti | Marseille, France
  - Capital Debt | Territory, Utopia Hollande
  - National galerie in Hamburger Bahnhof | Museumfür Gegenwar t** Berlin, Allemagne
  - Velhas Estórias e Novos Papéis/Pop-Up Mash-Up | ELA - Luanda, Angola
  - Stosunki Pracy Contemporary Museum | Wroclaw, Pologne[14]
  - Good Space - Political, Aesthetic and Urban Spaces | Galerien der Stadt Esslingen am Neckar** Esslingen, Allemagne[15]
  - Hacking Habitat |Utrecht | Netherlands
  - La Nuit Blanche | Monte Carlo, Monaco[16],[17]
  - A Midsummer Nights Dream from F. Mendelssohn/ W Shakespeare - Opera** Bordeaux, France[18]
  - CAC Art Center - Passerell | Brest, France
  - CNEAI National Center Edition & Image | Paris, France
  - Gran Turismo - Centre Pompidou | Paris, France
- 2015
  - On Ways of Travelling - Angola Pavilion | 56th Ed Biennale de Venise, Italie
  - You Love Me, You Love Me Not - Municipal Gallery Almeida Garret | Porto, Portugal[19]
  - Anozero Biennale of Contempory Art | Coimbra, Portugal[20]
  - Chambres à part 10 - FIAC’s VIP programme | Paris, France
- 2014
  - Sights and Sounds - The Jewish Museum | New York, États-Unis[21]
  - Arterial Motive Street Road - Pensylvania - États-Unis
  - 7a Bienal de Arte e Cultura | São Tomé e Príncipe
  - Meio Corte - | Cork, Ireland
- 2013
  - Transit -The Bienal de São Paulo, Brésil[22]
  - Le Pont - Contempory Art Museum | Marseille, France
  - No Fly Zone - CCB/ Berardo Museum | Lisbon, Portugal
- 2012
  - Mabaixa - UNAP | Luanda, Angola
- 2011
  - On The Roof Paris Photo “Cambeck” video projection - Paris, France

## Solo Show
- 2022
- Hypnosis**Jahmek Contemporary Art**Luanda, Angola
- 2019
  - Lost & Found ** Jahmek Contemporary Art ** Luanda, Angola[23]
- 2018
  - LEGO NO PESCOÇO ** Luanda, Angola
- 2017
  - FUCK IT'S TOO LATE ** Gallery Balcony ** Lisbon, Portugal[24]
- 2016
  - Opening of III Trienal de Luanda | Palacio de Fero ** Luanda, Angola
  - No Restriction, II Columbia Gallery | Monte Carlo, Monaco
- 2014
  - No Restriction II Columbia Gallery | Monte Carlo, Monaco
  - EGO Kings and Queens ** Museum of Risorgimento & Palazzo Morando | Milan, Italy